# Église Sainte-Barbe de Drocourt
Pour les articles homonymes, voir Église Sainte-Barbe.
L'église Sainte-Barbe est une église catholique de la ville de Drocourt. Elle est consacrée à sainte Barbe, patronne protectrice des mineurs, et dépend de la paroisse Sainte-Claire-en-Héninois du diocèse d'Arras, dont elle est un des sept clochers.

## Histoire et description

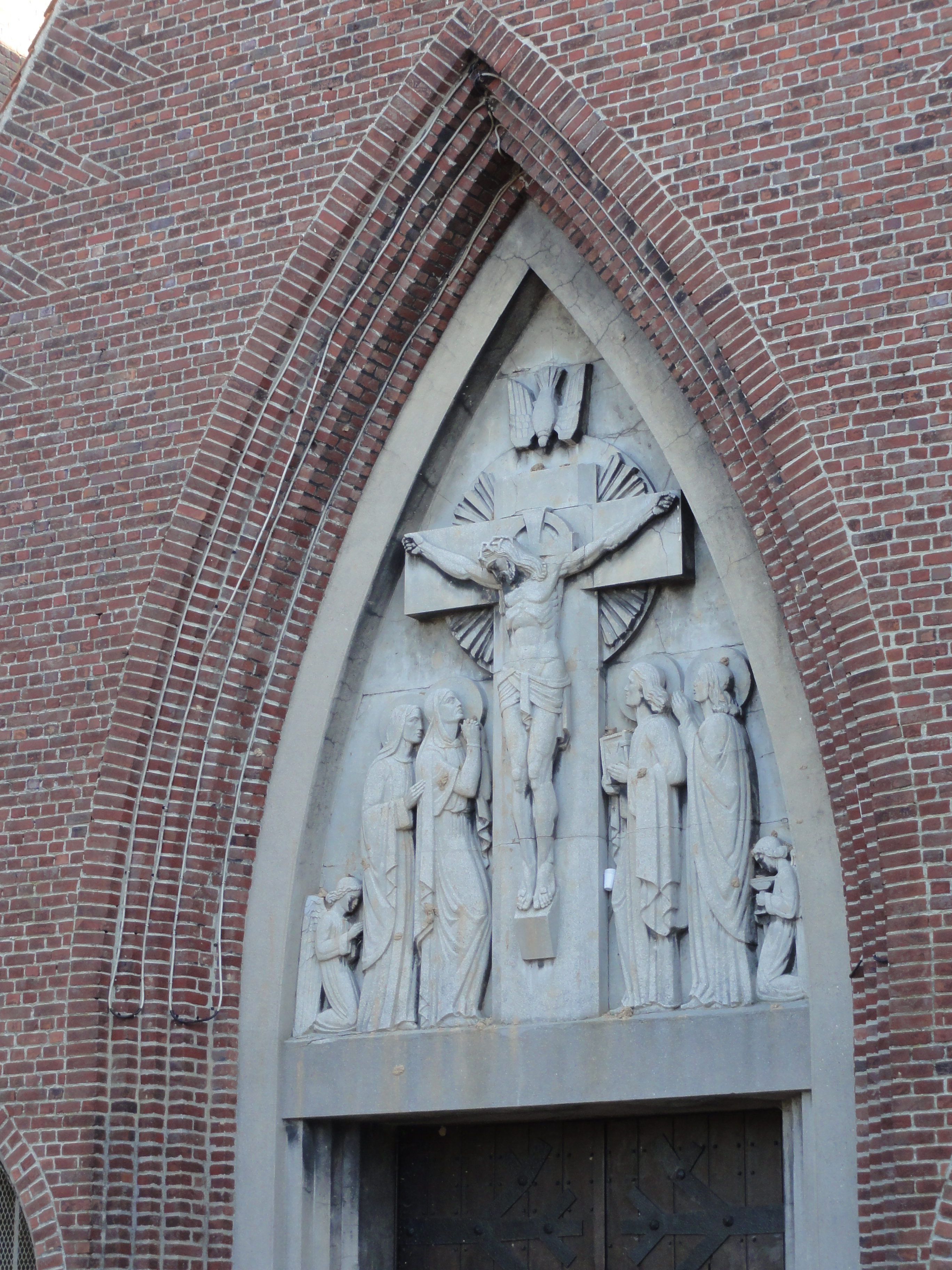
Vue du tympan.

L'église Saint-Léger du village de Drocourt s'avérant insuffisante devant l'afflux de population venue travailler à la mine (fosse n° 1), une église de briques est bâtie place des Mines dans la cité de La Parisienne (cité bâtie en 1880) par la Compagnie des mines de Drocourt, dans les années 1890.
L'église néo-gothique est remplacée en 1930 par l'église actuelle. Elle est fermée par la municipalité pour insalubrité due à la mérule. Elle est traitée et les vitres cassées et autres conséquences du vandalisme local sont finalement réparées, jusqu'à ce que l'église rouvre ses portes en mars 2014. Une messe dominicale mensuelle est célébrée à l'église et des événements culturels y sont également organisés.
L'église de briques présente une voûte à vaisseau renversé et un clocher (béni en 1956) s'élève à gauche de la façade, tandis qu'une petite tourelle aveugle à droite est surmontée d'une flèche de pierre. La façade est éclairée dans sa partie basse de deux paires de fenêtres ogivales. Le tympan ogival est orné d'un grand bas-relief de la scène de la Crucixion en pierre. 
L'église fait partie des éléments classés au  patrimoine mondial de l'Unesco depuis le 30 juin 2012, dans le site n° 49.